# Межречье (Амурская область)
Межречье — упразднённый посёлок в Зейском районе Амурской области России. Исключен из учётных данных в 1974 году.

## География
Посёлок располагался на правом берегу реки Зея, на расстоянии примерно 1,5 километра (по прямой) к юго-западу от села Рублевка.

## История
Село возникло в 1908 году. По данным на 1916 год деревня Межеричи состояла из 12 дворов (население составляло 60 человек) и входила в состав Овсяновской волости 1-го стана Амурского уезда Амурской области.
По данным 1926 года в Межречье имелось 15 хозяйства крестьянского типа и проживало 85 человек (44 мужчин и 41 женщина). В национальном составе населения преобладали украинцы. В административном отношении входило в состав Усть-Умлеканского сельсовета Зейского района Зейского округа Дальневосточного края.
Решением Амурского исполкома от 7 июня 1974 года № 253, посёлок Межречье исключен из учётных данных как несуществующий.